# FDGB-Bezirkspokal 1962/63
Im FDGB-Bezirkspokal der Saison 1962/63 wurden wie im Vorjahr Finalspiele in den einzelnen Bezirken ausgetragen, deren Sieger für den FDGB-Pokal 1963/64 teilnahmeberechtigt waren.

## Geschichte
Der Spielbetrieb in den 15 Bezirken wurde vom jeweiligen Bezirksfachausschuss (BFA) durchgeführt, in denen die Mannschaften unterhalb der drei höchsten Spielklassen (DDR-Oberliga, DDR-Liga und II. DDR-Liga) im Ligasystem auf dem Gebiet des Deutschen Fußball-Verbandes (DFV) spielberechtigt waren.
Die BSG Empor Neustrelitz konnte ihren Pokalsieg aus dem Vorjahr erfolgreich verteidigten, was die BSG Einheit Rostock durch eine Final-Niederlage verpasste. Der BSG Einheit Wernigerode gelang in diesem Jahr der Pokalsieg, nachdem sie im Vorjahresfinale noch unterlegen waren und die BSG Motor Ludwigsfelde verlor ihr zweites Finale in Folge.
Das Double von Meisterschaft und Pokalsieg erreichte die TSG Fürstenwalde und die BSG Motor Gispersleben.
Mit der Zweitvertretung der SG Dynamo Schwerin und den Betriebssportgemeinschaften (BSG) Einheit Wernigerode und Empor Halle gelang es drei unterklassigen Mannschaften (Bezirksklasse) den Pokal zu gewinnen und gleichzeitig zur Folgesaison in die Bezirksliga aufzusteigen.

## FDGB-Bezirkspokalendspiele
|                         | Bezirkspokalendspiele (Saison 1962/63) |
| Bezirk Rostock          | Mittwoch, den 01. Mai 1963 in Ribnitz-Damgarten BSG Einheit Rostock – BSG Einheit Greifswald II 1:3                                         |
| Bezirk Schwerin         | Mittwoch, den 01. Mai 1963 in Hagenow SG Dynamo Schwerin II – BSG Einheit Gadebusch 6:2                                                     |
| Bezirk Neubrandenburg   | Samstag, den 03. August 1963 in Neubrandenburg BSG Empor Neustrelitz – BSG Empor Altentreptow 3:1 n. V.                                     |
| Bezirk Potsdam          | Sonntag, den 16. Juni 1963 in Treuenbrietzen BSG Motor Ludwigsfelde – BSG Motor Süd Brandenburg II 1:2                                      |
| Ost-Berlin              | Samstag, den 08. Juni 1963 im Ernst-Grube-Stadion von Ost-Berlin vor 500 Zuschauern BSG Rotation Berlin – BSG Berliner Verkehrsbetriebe 4:2 |
| Bezirk Frankfurt (Oder) | Montag, den 15. April 1963 in Marxwalde TSG Fürstenwalde – ASG Vorwärts Waldsieversdorf 4:3                                                 |
| Bezirk Magdeburg        | Sonntag, den 26. Mai 1963 in Wolmirstedt BSG Einheit Wernigerode – BSG Einheit Zerbst 2:1                                                   |
| Bezirk Halle            | Sonntag, den 23. Juni 1963 in Sangerhausen BSG Empor Halle – BSG Stahl WW Hettstedt 5:2                                                     |
| Bezirk Leipzig          | Sonntag, den 16. Juni 1963 in Markkleeberg HSG Wissenschaft DHfK Leipzig – BSG Aktivist Espenhain 3:2                                       |
| Bezirk Cottbus          | Donnerstag, den 30. Mai 1963 in Forst BSG Lokomotive Cottbus – BSG Aktivist Welzow 6:0                                                      |
| Bezirk Dresden          | Mittwoch, den 22. Mai 1963 in Sebnitz BSG Motor Dresden-Niedersedlitz – BSG Fortschritt Neugersdorf 2:1 n. V.                               |
| Bezirk Karl-Marx-Stadt  | Montag, den 15. April 1963 in Karl-Marx-Stadt HSG Wissenschaft Freiberg – BSG Aufbau Aue-Bernsbach 4:3 n. V.                                |
| Bezirk Erfurt           | Mittwoch, den 01. Mai 1963 in Bad Langensalza BSG Motor Gispersleben – BSG Motor Gotha 4:2                                                  |
| Bezirk Gera             | Sonntag, den 12. Mai 1963 in Wünschendorf SG Dynamo Gera – BSG Fortschritt Weida 2:1                                                        |
| Bezirk Suhl             | Sonntag, den 12. Mai 1963 in Suhl BSG Motor Steinach II – BSG Motor Oberlind 2:0                                                            |